# Alfarnate

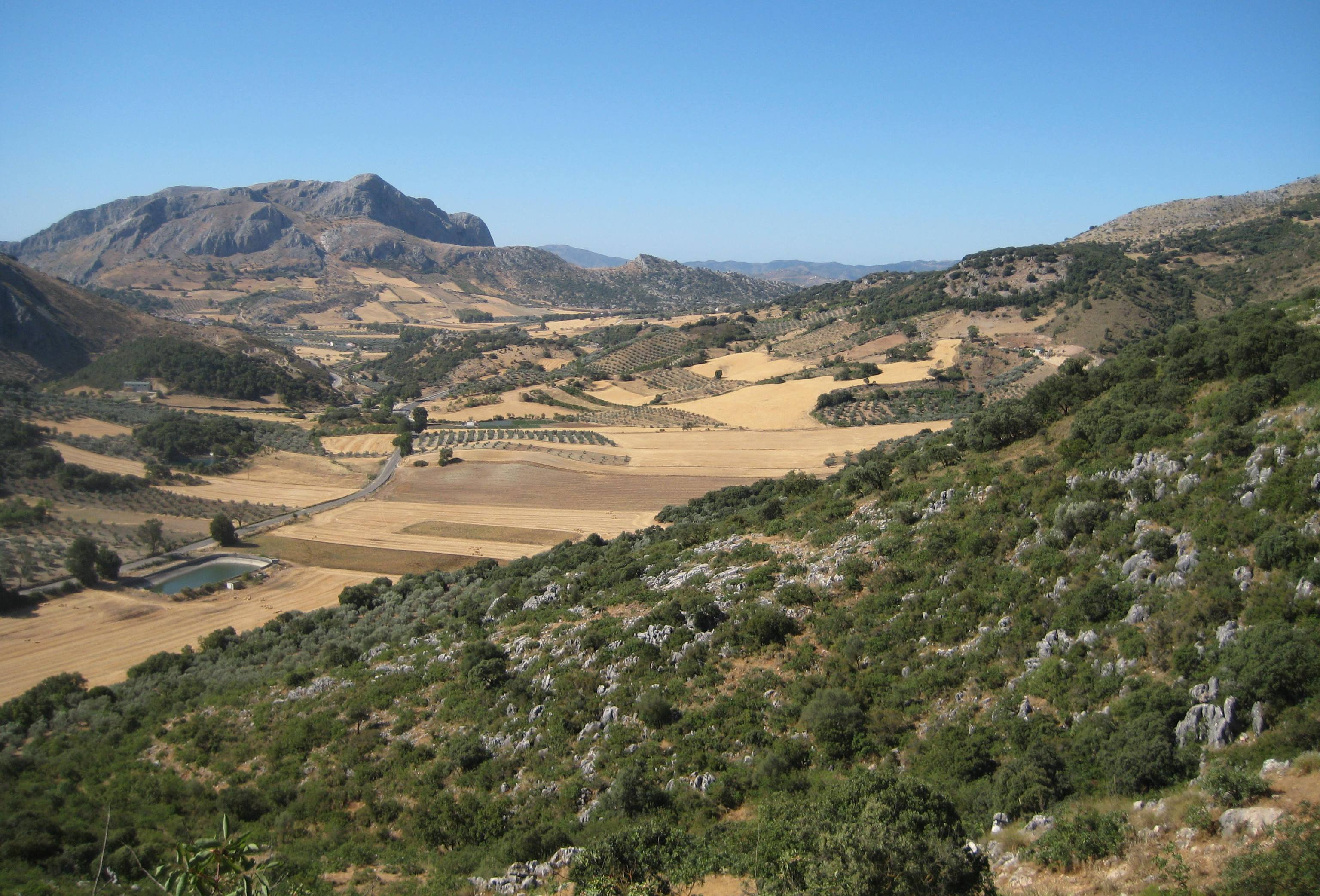
Landschaft bei Alfarnate

Alfarnate ist ein südspanischer Ort und eine Gemeinde (municipio) mit nur noch 1.046 Einwohnern (Stand: 2024) im Südosten der Provinz Málaga in der autonomen Gemeinschaft Andalusien.

## Lage und Klima
Der Ort Alfarnate liegt am Oberlauf des Río Sabar in einem Hochtal der Betischen Kordillere in einer Höhe von ca. 900 m. Die Provinzhauptstadt Málaga befindet sich etwa 50 km (Fahrtstrecke) südwestlich; die Großstadt Granada ist ca. 85 km in nordöstlicher Richtung entfernt. Das Klima ist gemäßigt bis warm; Regen (ca. 620 mm/Jahr) fällt überwiegend im Winterhalbjahr.

## Bevölkerungsentwicklung
| Jahr      | 1857  | 1900  | 1950  | 2000  | 2020  |
| Einwohner | 3.179 | 3.113 | 2.778 | 1.415 | 1.055 |

Die Einwohnerzahl der Gemeinde ist aufgrund der Mechanisierung der Landwirtschaft, der Aufgabe bäuerlicher Kleinbetriebe (Höfesterben) und der damit verbundenen Arbeitslosigkeit seit den 1950er Jahren deutlich zurückgegangen.

## Wirtschaft
Das Hochtal wurde wahrscheinlich schon in prähistorischer Zeit von Hirtennomaden und ihren Herden während der Sommermonate aufgesucht. Der sich später entwickelnde Ort mit seinen sich im Wesentlichen selbst versorgenden Einwohnern war traditionell von der Feldwirtschaft und von der Viehzucht abhängig. Angebaut wurden Getreide, Wein, Oliven und Gemüsepflanzen wie Bohnen und Erbsen; Alfarnate gehört seit dem Jahr 1932 zu den Gemeinden, in denen Malagawein angebaut werden darf. In den 1960er Jahren begann man mit der Entwicklung des Tourismus in Form der Vermietung von Ferienwohnungen (casas rurales).

## Geschichte
Prähistorische, iberische, römische, westgotische und selbst maurische Funde fehlen weitgehend; der Ortsname legt jedoch eine Besiedlung in maurischer Zeit nahe. Im Jahr 1487 wurde der Ort von einem Heer der Katholischen Könige erobert (reconquista). Im Spanischen Unabhängigkeitskrieg war Alfarnate einer der wenigen Orte auf der Iberischen Halbinsel, die nicht von französischen Truppen besetzt wurden. Stattdessen trieben Banditen (bandoleros) zeitweise ihr Unwesen.

## Sehenswürdigkeiten
- Das Rathaus (ayuntamiento) befindet sich in einem zweigeschossigen Bauwerk des 16. Jahrhunderts, dessen Arkaden optisch mit Ziegelsteinen abgesetzt sind.[6]
- Auf dem kleinen Platz vor dem Rathaus wurden früher manchmal Stierkämpfe (corridas) veranstaltet; heute steht hier ein Brunnen.
- Die dreischiffige Iglesia de Santa Ana ist ein äußerlich schmuckloser, aber immerhin mit einem Glockenturm (campanario) ausgestatteter Bau des 16. Jahrhunderts; alle drei Schiffe (naves) werden von Holzdecken überspannt.[7]
- Die auf dem höchsten Punkt des Ortes stehende Ermita de Nuestra Señora de Monsalud
- Die alte Gaststätte (venta oder posada) des Ortes diente auch als Herberge und als Station für Pferdewechsel etc.; im 19. Jahrhundert wurde sie des Öfteren von Banditen heimgesucht.[8]
- Zwei Steinbrücken (puentes) verbinden die von einem Bach getrennten Ortsteile.